# Decet Quam Maxime
Decet Quam Maxime é a primeira encíclica do Papa Clemente XIV, de 21 de setembro de 1769, na qual o Pontífice condena os graves abusos generalizados em algumas Igrejas locais, especialmente na Sardenha, do pagamento de impostos e contribuições aos Bispos e seus colaboradores pelos serviços prestados à favor da Igreja e dos fiéis; o Papa reitera que tudo deve ser trazido de volta ao que foi estabelecido pelos Concílios Ecumênicos e em particular pelo Concílio de Trento, para que " os ministros da Igreja e os dispensadores dos mistérios de Deus permanecem completamente alheios até mesmo à mais leve suspeita de avareza."

## Fonte
- Tutte le encicliche e i principali documenti pontifici emanati dal 1740. 250 anni di storia visti dalla Santa Sede, editado por Ugo Bellocci. Vol. II: Clemente XIII (1758-1769), Clemente XIV (1769-1774), Pio VI (1775-1799), Pio VII (1800-1823), Libreria Editrice Vaticana, Città del Vaticano 1994.